# عماد میرجوان
عماد میرجوان (میرهادی میرجوان) (زاده ۱۵ تیر ۱۳۶۷ در رشت) بازیکن فوتبال ایرانی است.میرجوان سابقه آقای گلی در لیگ دسته دوم آزادگان را با سپیدرود رشت در کارنامه دارد.